# Чхаидзе, Шалва Константинович
Шалва Константинович Чхаидзе (1915, Батумская область, Российская империя — неизвестно, Батуми, Аджарская АССР, Грузинская ССР) — заведующий отделом сельского хозяйства Хулойского района, Аджарская АССР, Грузинская ССР. Герой Социалистического Труда (1949).

## Биография
Родился в 1915 году в крестьянской семье в одном из сельских населённых пунктов Батумской области. После получения высшего образования трудился в народном хозяйстве Грузинской ССР. В послевоенное время — заведующий отделом сельского хозяйства Хулойского района.
В 1948 году обеспечил перевыполнение в целом по району планового сбора табака на 22,6 %. Указом Президиума Верховного Совета СССР от 3 мая 1949 года удостоен звания Героя Социалистического Труда за «получение высоких урожаев кукурузы и табака в 1948 году» с вручением ордена Ленина и золотой медали «Серп и Молот» (№ 3530).
Этим же указом званием Героя Социалистического Труда были награждены первый секретарь Хулойского райкома партии Владимир Семёнович Трапаидзе, председатель Хулойского райисполкома Леван Михайлович Давитадзе и главный агроном отдела сельского хозяйства Бежан Ильич Палавандишвили.
За высокие показатели в сельском хозяйстве в целом по Хулойскому району по итогам Семилетки (1959—1965) был награждён Орденом «Знак Почёта».
Занимался научной деятельностью. В 1966 году защитил диссертацию на соискание научной степени кандидата наук по теме «Пути повышения эффективности использования земельных фондов горных районов Аджарской АССР».
После выхода на пенсию проживал в Батуми. Дата смерти не установлена.
Награды
- Герой Социалистического Труда
- Орден Ленина
- Орден «Знак Почёта» (02.04.1966)